# Alix
För andra betydelser, se Alix (olika betydelser).
Alix (franska: Alix l'intrépide, 'Alix den orädde') är en tecknad serie av Jacques Martin. Den skapades 1948 och förekom i Le Journal de Tintin. Från 1956 kom serien ut som album i Frankrike.
Serien utspelas under senare delen av den romerska republiken, och Jacques Martin la ner mycket tid på att skapa historiskt korrekta äventyr. I Frankrike har fram till 2020 39 album kommit ut, varav Martin tecknat de 19 första själv. Efter Martins död 2010 har andra författare och tecknare fortsatt producera serien.

## Översättningar och fortsättning
I Sverige blev Alix ingen storsäljare. Nio av albumen finns utgivna på svenska av Carlsen/if, dock ej i kronologisk ordning.
2012 inleddes produktionen av fortsättningsserien Alix Senator, som berättar om en vuxen Alix som blivit romersk senator. Historierna – fram till 2022 har det kommit ut 13 volymer – kretsar bland annat kring Augustus slutliga maktövertagande och det romerska kejsardömets etablering i slutet av 10-talet f.Kr. Översättningar av serien finns bland annat på danska och svenska, via Cobolt.

## Alix album[1]

### Av Jacques Martin
- 1.  Alix l'intrépide (första albumupplaga 1956)
- 2.  Le Sphinx d'or (1956)
- 3.  L'îÎe maudite (1957)
- 4.  La Tiare d'Oribal (1958; svensk utgåva Oribals tiara, album nummer 5)
- 5.  La Griffe noire (1959; Den svarta järnklon, 6)
- 6.  Les Légions perdues (1965)
- 7.  Le Dernier Spartiate (1967; Den siste spartanen, 1)
- 8.  Le Tombeau étrusque (1968; Den etruskiska graven, 2)
- 9.  Le Dieu sauvage (1970; Den onda guden, 3)
- 10. Iorix le grand (1972; Iorix den store, 4)
- 11. Le Prince du Nil (1974; Nilfursten, 7)
- 12. Le Fils de Spartacus (1975; Spartacus son, 8)
- 13. Le Spectre de Carthage (1977; Spökskenet i Kartago, 9)
- 14. Les Proies du volcan (1978)
- 15. L'Enfant grec (1980)
- 16. La Tour de Babel (1981)
- 17. L'Empereur de Chine (1983)
- 18. Vercingétorix (1985)
- 19. Le Cheval de Troie (1988)

### Av Jacques Martin med flera
- 20. Ô Alexandrie (1996; med Martin, Rafael Morales, Marc Henniquiau)
- 21. Les Barbares (1998; Morales, Henniquiau)
- 22. La Chute d'Icare (2001; Morales)
- 23. Le Fleuve de Jade (2003; Morales)
- 24. Roma, Roma…  (2005; Morales)
- 25. C'était à Khorsabad (2006; François Maingoval, Christophe Simon, Cèdric Hervan)
- 26. L'Ibère (2007; Patrick Weber, Maingoval, Simon)
- 27. Le Démon du Pharos (2008; Weber, Simon)
- 28. La Cité engloutie (2009; Weber)

### Av andra
- 29. Le Testament de César (2010; av Marco Venanzi)
- 30. La Conjuration de Baal (2011; Michel Lafon, Simon)
- 31. L'Ombre de Sarapis (2012; François Corteggiani, Mathieu Barthélémy, Venanzi)
- 32. La Dernière conquête (2013; Géraldine Ranouil, Marc Jailloux)
- 33. Britannia (2014; Mathieu Bréda, Jailloux)
- 34. Par-delà le Styx (2015; Bréda, Jailloux)
- 35. L'Or de Saturne (2016; Pierre Valmour, Venanzi)
- 36. Le Serment du gladiateur (2017; Bréda, Jailloux)
- 37. Veni Vidi Vici (2018; David B., Giorgio Albertini)
- 38. Les Helvètes (2019; Bréda, Jailloux)
- 39. Le Dieu sans nom (2020; David B., Albertini)